# 單人房、日照一般、附天使。
《單人房、日照一般、附天使。》是matoba所創作的日本漫畫，於《月刊少年GANGAN》2020年10月號至2025年4月號連載。2023年10月4日，宣佈獲改編為電視動畫，於2024年4月至6月播放。

## 劇情簡介
平凡的男高中生德光森太郎，因為父母工作關係而一個人住。某一天發現他的住處陽台上，躺了一個女孩飛羽，她表示自己是奉神明之命來人界學習的天使。天使飛羽和德光森太郎就此展開一段兩小無猜、同居的愛情故事。

## 角色列表

### 主要角色
德光森太郎（聲：梅田修一朗、石上靜香（幼少期））
性格溫柔的普通的高一男生。因父母工作關係目前一個人住。在自家陽台上遇到清秀溫柔的女孩「飛羽」。當他們住在一起時，他對飛羽產生了感情。與生俱來的善良和深厚的同情心，贏得了女孩們的信任和好感。自稱自己非常平凡，但本人卻完全沒有注意到自己身旁都被高水準妹子圍繞。
飛羽（聲：遠野光）
在森太郎家陽台出現的少女，奉神明之命來到人界學習與人類相關之事，而從天界來的天使。個性天真溫柔。擅長所有家務。故事初期與森太郎相遇，在下凡之前，她從一本叫做《好孩子都應該讀的地球百科全書》的書上，提前了解了一定的知識，但還是對人間的禮儀和規則了解甚少，由於她對人界常識了解不多，因此有不知人間險惡的一面，險些被陌生的中年男子騙往酒店時，獲得森太郎解危，之後住在森太郎的公寓裡，為他做家事，尤其擅長料理，希望森太郎能感到幸福。每當興奮時，她的翅膀就會顯現出來，剛睡醒時睛會變成33眼。弱點是怕大海。隨劇情推進在莉莉什卡打工的女僕咖啡廳賺錢。
堤紬（聲：集貝花）
森太郎的同班女生。自小時候和森太郎相遇，一直處於單戀中。每當她看到森太郎與飛羽互動時，她都會感到非常嫉妒。烹飪技術很高，總是自己做午餐並帶便當上學，因為暗戀森太郎，所以內心其實很渴望幫他做愛妻便當，但因為自己膽怯，加上後來得知森太郎與飛羽同居，且飛羽每日都會幫森太郎準備便當後，這想法更加說不出口。自從得知飛羽和乃愛琉的真實身份之後，由於森太郎的交友範圍內的其他女孩，都是擁有特別屬性的高水準美少女，而自己則是普通人且外加本來個性膽小，所以一直無法邁出單戀階段。
和泉聖生／和泉乃愛琉（聲：大西沙織）
和森太郎上同一所學校，並在同一家餐廳工作的少女。其實是雪女。非常不善於控制自己的情緒，激動時會引發氣溫下降和暴風雪。本性不壞，怕寂寞同時也怕給周遭的人帶來麻煩，將森太郎當作特別的朋友，開始積極地接近他，但做法通常不是大好就是大壞，非常的極端。
莉莉什卡 / 賀上小百合（聲：小倉唯）
森太郎的同學，總是穿著兔耳帽衫，在女僕咖啡廳打工。中二病性格，是個吸血鬼公主，隸屬於超自然研究社。非常喜歡森太郎的“氣味”，並且總是找機會“咬一口”。擁有使魔“毛茸茸”（もふもふ，聲：守屋亨香）。
蔓深翡翠（聲：高尾奏音）
莉莉什卡的同班同學，也是另一名超自然研究部的成員。非常害羞的戴眼鏡女孩，其實是河童。由於性格內向，又在女性環繞下長大，與男生交談對她來說很困難。其實是一個財閥的小姐，同時還是全日本河童聯盟總裁的孫女。她的興趣是閱讀。

### 其他角色
餐廳店長（聲：子安武人）
森太郎和乃愛琉所打工的餐廳的店長。對於森太郎周圍女性的交往關係有著微妙的誤解。
瀨野修一（聲：大塚剛央）
跟森太郎和紬為青梅竹馬，高中三人才再次相遇。由於經常神經大條及不讀空氣，總被紬所制裁。
堤紬的母親（聲：折笠富美子）
聲音溫柔且溫暖的女性，給了女兒堤紬一張即將到期的甜點優惠券安慰她。
堤紬的弟弟（聲：富田美憂）
性格開朗且活潑可愛的國中生。總是抱怨媽媽對他與姐姐有著差別待遇。
思羽／西（聲：久野美咲）
從天界來的擔心飛羽的天使。非常喜歡牛奶。反對森太郎和飛羽兩人住在一起，想把飛羽帶回去。
德光真理／德光瑪麗（聲：茅野愛衣）
森太郎的姑姑，也是森太郎的父親的妹妹，28歲。職業漫畫家，在Squeemix社（又譯Square Emi社）。旗下的雜誌連載漫畫。森太郎的住處房間的所有人。即使作品銷量尚好且有過動畫化，由於經常拖稿踩線，多被負責她的編輯鬼田嚴厲對待到長期監禁來監督趕稿。不知道飛羽的真實身份，以為是森太郎的女友。
鬼田充（聲：生天目仁美）
德光真理的Squeemix社的漫畫責任編輯，所負責擔當的作品多數為出名作。經常因為真理的拖稿行徑而對她嚴加看管。
孔雀（聲：原由實）
全日本河童聯盟蔓深財閥的女僕河童之一，和葵是雙胞胎。
葵（聲：原奈津子）
全日本河童聯盟蔓深財閥的女僕河童之一，和孔雀是雙胞胎。
芙露芙露
從魔界來的惡魔。

## 出版書籍
| 冊數 | 史克威爾艾尼克斯 | 史克威爾艾尼克斯       | 東立出版社    | 東立出版社             |
| 冊數 | 發售日期         | ISBN                   | 發售日期      | ISBN                   |
| ---- | ---------------- | ---------------------- | ------------- | ---------------------- |
| 1    | 2021年4月12日    | ISBN 978-4-7575-7196-9 | 2022年7月14日 | ISBN 978-957-26-8585-3 |
| 2    | 2021年10月12日   | ISBN 978-4-7575-7528-8 | 2024年5月6日  | ISBN 978-626-360-267-0 |
| 3    | 2022年4月12日    | ISBN 978-4-7575-7875-3 |               |                        |
| 4    | 2022年10月12日   | ISBN 978-4-7575-8198-2 |               |                        |
| 5    | 2023年4月12日    | ISBN 978-4-7575-8520-1 |               |                        |
| 6    | 2023年10月12日   | ISBN 978-4-7575-8847-9 |               |                        |
| 7    | 2024年4月12日    | ISBN 978-4-7575-9149-3 |               |                        |
| 8    | 2025年4月12日    | ISBN 978-4-7575-9789-1 |               |                        |

## 電視動畫
2023年10月4日，宣佈將獲改編為電視動畫，並公開第1張主視覺圖和第1條宣傳片，以及主角聲優和主要製作人員。

### 製作人員
- 導演：大西健太
- 系列構成、劇本：安川正吾
- 人物設定：上武優也
- 音樂：瀧澤俊輔（TRYTONELABO）
- 動畫製作：Okuruto Noboru（オクルトノボル）[3]
- 製作：附天使製作委員會

### 主題曲
片頭曲君色のキセキ
主唱：小倉唯，作詞：小倉唯，作曲、編曲：武田將彌（Dream Monster）
片尾曲Sunny Canvas
主唱：SoundOrion，作詞：磯谷佳江、繪伊子，作曲、編曲：渡部チェル

### 各話列表
| 話數   | 標題                             | 分鏡              | 演出       | 作畫監督 | 總作畫監督        | 首播日期      |
| ------ | -------------------------------- | ----------------- | ---------- | --- | ----------------- | ------------- |
| 第1話  | 飛羽與森太郎                     | 大西健太          | 大西健太   | 上武優也、齋藤大輔、宮崎里美 | 上武優也          | 2024年 4月6日 |
| 第2話  | 我可以為您準備便當嗎             | 沖田宮奈          | 大西健太   | 藤彩七、遠藤里蘭、、齋花、竹內寬 田倉佳乃、秦相子、高橋菜奈、懸田扇子 森泉亞矢子、等等力美穗、 西原千晶、紫燈珈、上赤由香里、清水椋大 中川實、矢田起也、鈴木莉乃、氣田汐理、tofu                | 宮崎里美 上武優也 | 4月13日       |
| 第3話  | 冰冷的朋友                       | 沖田宮奈          | 岩田義彥   | 牙威格斗、TripleA、上武優也 | 上武優也          | 4月20日       |
| 第4話  | 親眼所見的說服力真驚人           | 佐佐木達也        | 佐佐木達也 | 齋藤大輔、村上真紀、宮崎里美 | 宮崎里美          | 4月27日       |
| 第5話  | 兩人的課後時光，兩人份的課後時光 | 大西健太          | 大西健太   | 垣內彩子、渡邊浩二、清水勝祐、山下聖美、慧敏 | 上武優也          | 5月4日        |
| 第6話  | 低氣壓幼女來襲                   | 吉川博明          | 村上勉     | 蓋春垚、江湧、陳玉峰、趙玲 | 宮崎里美          | 5月11日       |
| 第7話  | 交完稿的漫畫家大致上都是這樣     |                   | 佐佐木達也 | 藤彩七、遠藤里蘭、、齋花 懸田扇子、高橋菜奈、秦相子、等等力美穗 竹內寬、田倉佳乃、西原千晶、 森泉亞矢子、川本和隆、紫燈珈、上赤由香里 清水椋大、矢田起也、鈴木莉乃、氣田汐理 上武優也、大西健太 | 上武優也          | 5月18日       |
| 第8話  | 美好的形式美世界                 | 吉川博明          | 武原由太   | 渡邊浩二、清水勝祐、山下聖美、齋藤大輔 壽夢龍、垣內彩子、大西健太、吉備團子14號 拾月動畫、STUDIO MASSKET                                                                                        |                   | 5月25日       |
| 第9話  | 不可怕喔                         | 割田圭介          | 割田圭介   | 垣內彩子、吉備團子14號、拾月動畫 光之園動畫、無錫市淏明動漫、知萌medio | 上武優也          | 6月1日        |
| 第10話 | 飛羽和乃愛琉 努力學習中          | 吉川博明          | 割田圭介   | 垣內彩子、、齋藤大輔、吉備團子14號 White Line、知萌medio、杭州神在動畫 拾月動畫、無錫市淏明動漫                                                                                                 |                   | 6月8日        |
| 第11話 | 去合宿吧                         | 佐佐木達也        | 佐佐木達也 | 清水勝祐、壽夢龍、拾月動畫、光之園動畫 | 上武優也          | 6月15日       |
| 第12話 | 到高處看看                       | 吉川博明 大西健太 | 大西健太   | 沼澤有一郎、岡崎耕太郎、大木綾子、垣內彩子 齋藤大輔、、大西健太、知萌medio 無錫市淏明動漫 | 上武優也          | 6月22日       |

### BD
| 卷數 | 發行日期      | 收錄話數     | 規格編號 |
| ---- | ------------- | ------------ | -------- |
| 1    | 2024年8月2日  | 第1話—第4話  | HPXN-521 |
| 2    | 2024年9月4日  | 第5話—第8話  | HPXN-522 |
| 3    | 2024年10月2日 | 第9話—第12話 | HPXN-523 |

## 外部連結
- 漫畫官方網站（日語）
- 電視動畫官方網站（日語）
- 電視動畫的X（前Twitter）（日語）